# Élections législatives de 1898 dans la 1re circonscription de Dunkerque
Les élections législatives françaises partielles de 1898 dans la 1re circonscription de Dunkerque se déroulent le 8 mai 1898.

## Circonscription
La 1re circonscription de Dunkerque était composée en 1898 des cantons de Dunkerque-Est, Dunkerque-Ouest et Gravelines.

## Contexte
Florent Guillain (Progressiste) se représente pour un second mandat face à lui Albert Louis ancien attaché au Conseil d'État (Républicain indépendant), Henri Poullet de Dunkerque, Gustave Fontaine, adjoint au maire de Coudekerque-Branche (POF) et Paul Dumotier de Gravelines .

## Résultats[1]
- Député sortant : Florent Guillain (Progressiste)

| Candidat         | Candidat          | Parti                      | Premier tour | Premier tour | Second tour | Second tour |
| Candidat         | Candidat          | Parti                      | Voix         | %            | Voix        | %           |
| ---------------- | ----------------- | -------------------------- | ------------ | ------------ | ----------- | ----------- |
|                  | Florent Guillain* | Républicains progressistes | 7 508        | 53,01        |             |             |
|                  | Gustave Fontaine  | Parti ouvrier français     | 3 490        | 24,64        |             |             |
|                  | Albert Louis      | Républicain indépendant    | 2 244        | 15,81        |             |             |
|                  | Paul Dumotier     | ??                         | 671          | 4,73         |             |             |
|                  | Henri Poullet     | ??                         | 40           | 0,28         |             |             |
|                  |                   |                            |              |              |             |             |
| Inscrits         | Inscrits          | Inscrits                   | 20 213       | 100,00       |             |             |
| Votants          | Votants           | Votants                    | 14 163       | 70,06        |             |             |
| Blancs et nuls   |                   |                            |              |              |             |             |
| * député sortant |                   |                            |              |              |             |             |